# Oxyops
Oxyops är ett släkte av skalbaggar. Oxyops ingår i familjen vivlar.

## Dottertaxa tillOxyops, i alfabetisk ordning[1]
- Oxyops aberrans
- Oxyops alphabetica
- Oxyops amplipennis
- Oxyops arcifera
- Oxyops arctatus
- Oxyops areolicollis
- Oxyops armata
- Oxyops aulica
- Oxyops bilunaris
- Oxyops calida
- Oxyops cancellata
- Oxyops cancellatus
- Oxyops carinirostris
- Oxyops clathrata
- Oxyops clathratus
- Oxyops concreta
- Oxyops convexa
- Oxyops crassicornis
- Oxyops crassirostris
- Oxyops decipiens
- Oxyops excavata
- Oxyops farinosa
- Oxyops fasciata
- Oxyops fasciculata
- Oxyops favosa
- Oxyops florea
- Oxyops fovosus
- Oxyops frenchi
- Oxyops gemella
- Oxyops gibba
- Oxyops griffithi
- Oxyops grisea
- Oxyops hopei
- Oxyops hyperoides
- Oxyops insignis
- Oxyops interrupta
- Oxyops irrasa
- Oxyops lateritius
- Oxyops leucophola
- Oxyops maculata
- Oxyops marginalis
- Oxyops mastersi
- Oxyops meles
- Oxyops memnonia
- Oxyops microlepis
- Oxyops minuscula
- Oxyops modesta
- Oxyops modica
- Oxyops mucronata
- Oxyops multiarmata
- Oxyops multidentata
- Oxyops niveosparsa
- Oxyops nodicollis
- Oxyops obliquata
- Oxyops obliquatus
- Oxyops obscura
- Oxyops pallida
- Oxyops parallela
- Oxyops parvicollis
- Oxyops parvoscabra
- Oxyops pictipennis
- Oxyops placida
- Oxyops platyodonta
- Oxyops posticalis
- Oxyops pruinosa
- Oxyops reticulata
- Oxyops rufa
- Oxyops rutila
- Oxyops scabra
- Oxyops scabrosa
- Oxyops scabrosus
- Oxyops scoparia
- Oxyops semicircularis
- Oxyops sepulchralis
- Oxyops serricollis
- Oxyops sicca
- Oxyops signatus
- Oxyops simplex
- Oxyops soror
- Oxyops sparsuta
- Oxyops spenceri
- Oxyops squamulosa
- Oxyops squamulosus
- Oxyops tessellata
- Oxyops tuberculata
- Oxyops turbida
- Oxyops uniformis
- Oxyops vacillans
- Oxyops vitiosa